# Adoretus erythrocephalus
Adoretus erythrocephalus är en skalbaggsart som beskrevs av Fabricius 1781. Adoretus erythrocephalus ingår i släktet Adoretus och familjen Rutelidae. Inga underarter finns listade i Catalogue of Life.